# Stor-Djuptjärnen
Stor-Djuptjärnen är en sjö i Härnösands kommun i Ångermanland och ingår i Gådeåns huvudavrinningsområde. Sjön har en area på 0,116 kvadratkilometer och ligger 63,5 meter över havet.

## Delavrinningsområde
Stor-Djuptjärnen ingår i det delavrinningsområde (695091-159083) som SMHI kallar för Mynnar i Gådeån. Medelhöjden är 145 meter över havet och ytan är 6,06 kvadratkilometer. Det finns inga avrinningsområden uppströms utan avrinningsområdet är högsta punkten. Vattendraget som avvattnar avrinningsområdet har biflödesordning 2, vilket innebär att vattnet flödar genom totalt 2 vattendrag innan det når havet efter 18 kilometer. Avrinningsområdet består mestadels av skog (84 procent). Avrinningsområdet har 0,12 kvadratkilometer vattenytor vilket ger det en sjöprocent på 1,9 procent.